# Пологи (Дубравица)
Пологи (хрв. Pologi) су насељено место у општини Дубравица, Загребачка жупанија, Хрватска.

## Историја
До територијалне реорганизације у Хрватској били су у саставу старе загребачке приградске општине Запрешић.

## Становништво
У попису становништва из 2011. године, Пологи је имао 103 становника.
| Број становника према пописима | Број становника према пописима | Број становника према пописима | Број становника према пописима | Број становника према пописима | Број становника према пописима | Број становника према пописима | Број становника према пописима | Број становника према пописима | Број становника према пописима | Број становника према пописима | Број становника према пописима | Број становника према пописима | Број становника према пописима | Број становника према пописима | Број становника према пописима |
| ------------------------------ | ------------------------------ | ------------------------------ | ------------------------------ | ------------------------------ | ------------------------------ | ------------------------------ | ------------------------------ | ------------------------------ | ------------------------------ | ------------------------------ | ------------------------------ | ------------------------------ | ------------------------------ | ------------------------------ | ------------------------------ |
| 1857                           | 1869                           | 1880                           | 1890                           | 1900                           | 1910                           | 1921                           | 1931                           | 1948                           | 1953                           | 1961                           | 1971                           | 1981                           | 1991                           | 2001                           | 2011                           |
| 103                            | 108                            | 122                            | 121                            | 113                            | 162                            | 161                            | 193                            | 203                            | 175                            | 162                            | 102                            | 131                            | 85                             | 100                            | 103                            |

Напомена: Године 1991. смањено издвајањем ненасељеног дела насеобинског подручја које је припојено насељу Крај Горњи и увећано припајањем ненасељеног дела насеља Крај Горњи.